# Einheit 669

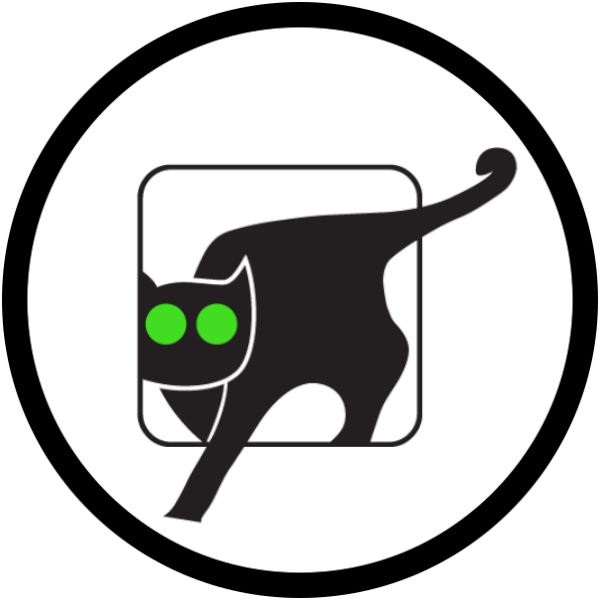
Abzeichen der Einheit 699, auch genannt „Flying Cats“

Die Einheit 669 (hebräisch הַיְּחִידָה הַטַּקְטִית לְחִלּוּץ מְיוּחָד 669 HaJəchīdah haṬaqṭīt ləChillūz Məjūchad 669, deutsch ‚Die Taktische Einheit für besondere Rettung‘, früher bekannt als יחידת החילוץ והפינוי בהיטס 669 Jəchīdat haChillūz wəhaPinnūi bəHeṭes 669, deutsch ‚Luftgestützte Rettungs- und Evakuierungseinheit 669‘), Spitzname „Flying Cats“, ist eine Combat-Search-and-Rescue-Einheit (CSAR) der israelischen Luftstreitkräfte. Sie gilt als eine der besten Eliteeinheiten der israelischen Verteidigungsstreitkräfte (IDF). Die Einheit 669 wurde 1974 aufgestellt.
Die Einheit selbst besteht aus drei Abteilungen. Die Abteilung Chilluz (יְחִידַת חִלּוּץ Jəchīdat Chillūz) besteht aus spezialisierten  Infanteristen, die befähigt sind, komplizierte Rettungsmaßnahmen an Land oder auf See, in Friedenszeiten oder während kriegerischen Auseinandersetzungen durchzuführen. Die Abteilung Pinnui (hebräisch יְחִידַת פִּנּוּי Jəchīdat Pinnūi) besteht aus Ärzten, Sanitätern und Krankenschwestern, die Verletzte während des Lufttransports betreut. Die dritte Abteilung leistet technische Unterstützung und ist für die Logistik zuständig.
Die Einheit kann vom „Jasʿur“ (Sikorsky CH-53-Hubschrauber) oder „Janschuf“ (Sikorsky UH-60 Black Hawk) ins Wasser abspringen, ohne sich abseilen zu müssen. Ebenso führt die Einheit die PSAR (Pilotensuche und -rettung) der Marine aus, indem sie von der „Karnaf“ (Lockheed C-130 Hercules) mit dem Fallschirm abspringt. Ziel ist, dass die Einheit in kürzester Zeit die zu Rettenden erreicht und sie am Leben erhält, bevor ein Hubschrauber zum Abtransport eintrifft.

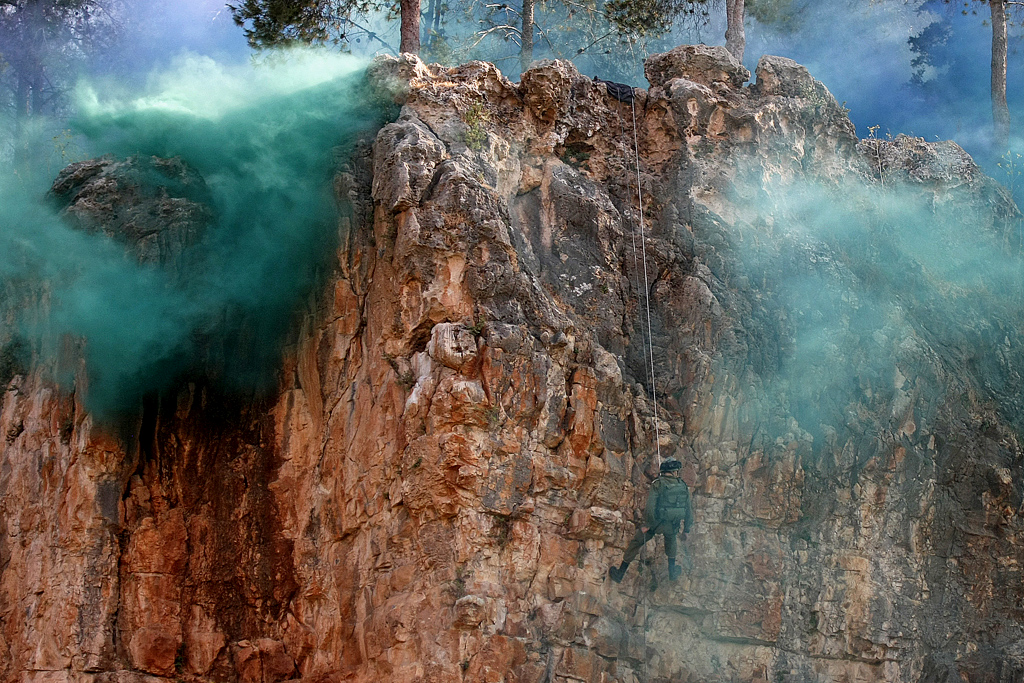
Einheit 669 demonstriert eine Bergung aus unwegsamem Gelände
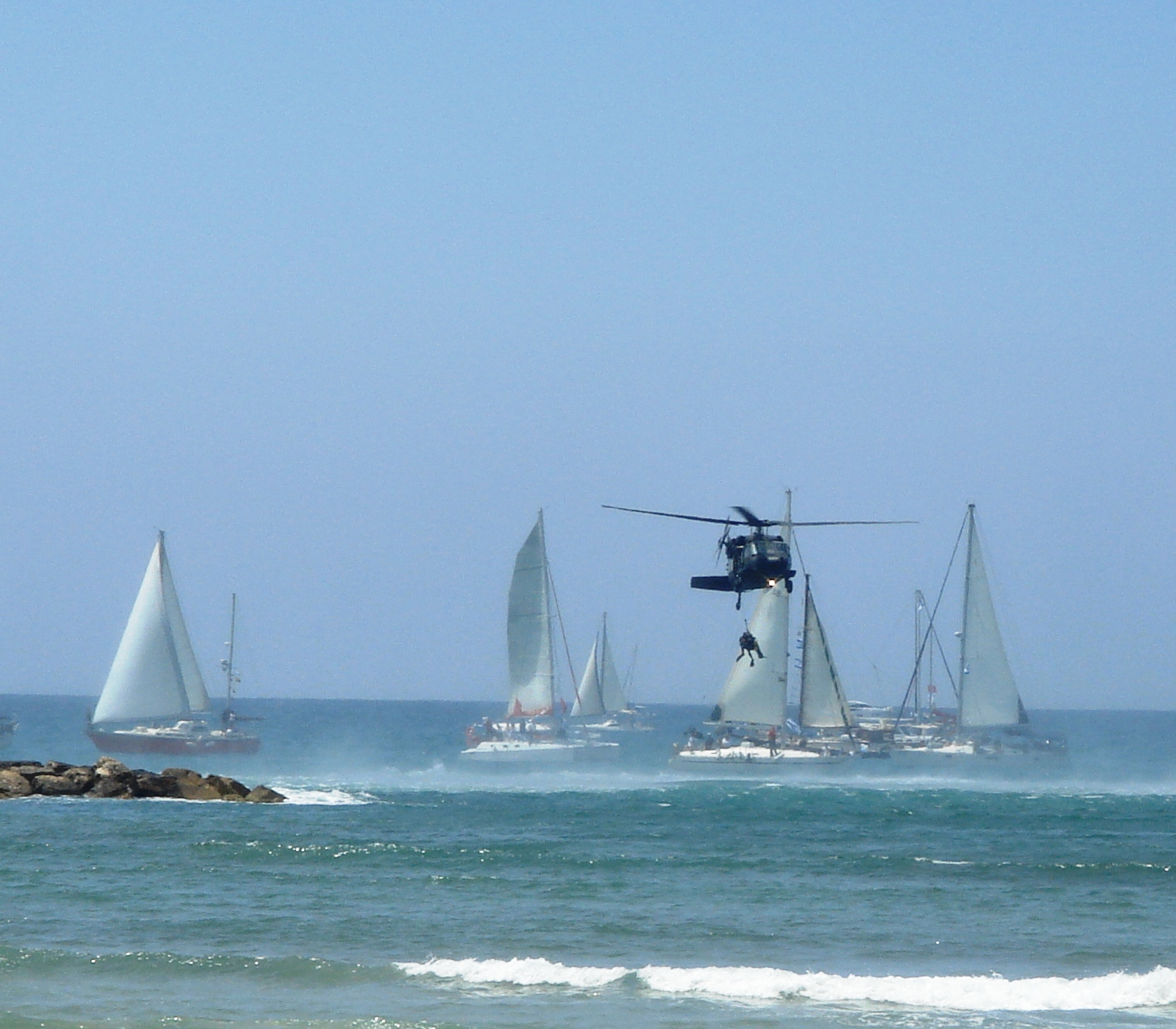
Einheit 669 übt mit einer UH-60 Black Hawk die Bergung aus dem Meer
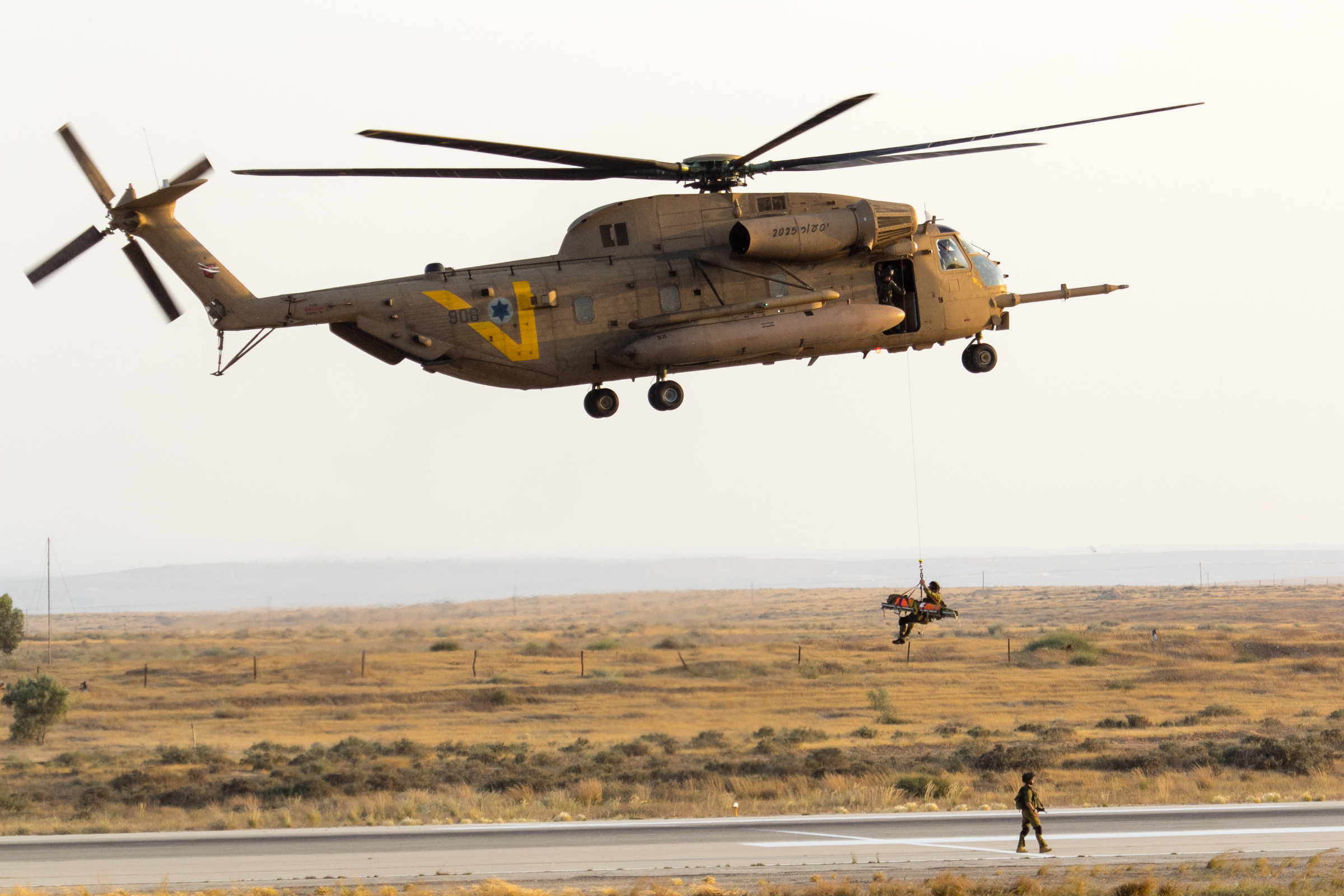
Einheit 669 zeigt mit einer CH-53 Jasʿur ihre CSAR Fähigkeiten
Brustabzeichen der Einheit 669 „Flying Cats“